# Marian Placzek
Marian Lesław Placzek (ur. 21 sierpnia 1886 w Podgórzu, zm. 14/15 sierpnia 1941 w Czarnym Lesie) – polski nauczyciel.

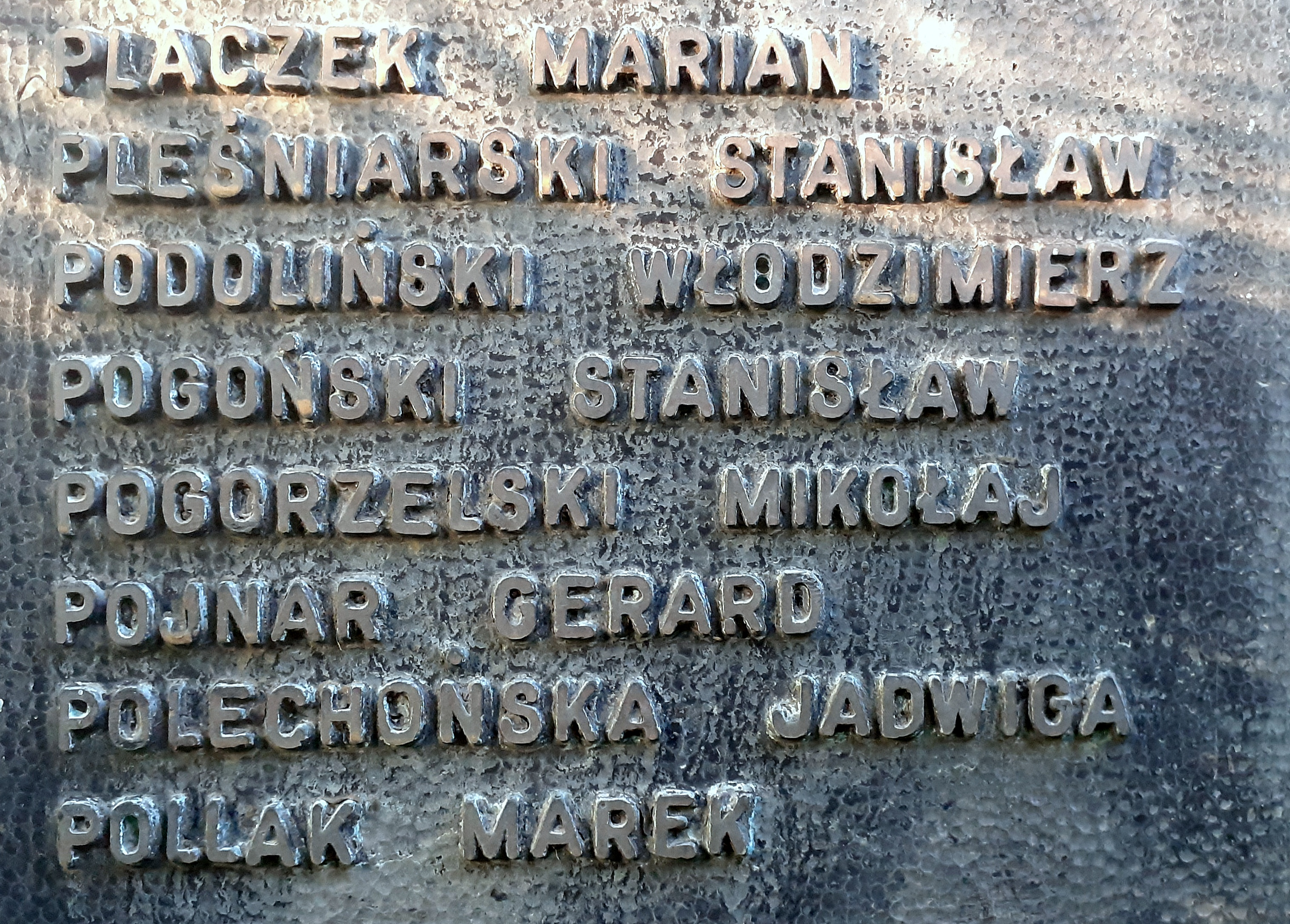
Upamiętnienie na Mauzoleum w Sanoku

## Życiorys
Urodził się 21 sierpnia 1886 w Podgórzu. Był synem Wiktora i Cecylii z domu Ott. W 1906 zdał egzamin dojrzałości w C. K. Gimnazjum Męskim w Sanoku (w jego klasie byli m.in. Michał Drwięga, Bronisław Polityński, Michał Stepek, Ryszard Zacharski, Tadeusz Zaleski).
W 1910 został mianowany zastępcą nauczyciela w C. K. Gimnazjum w Trembowli. Uczył tam języka polskiego, języka greckiego, język łacińskiego, języka niemieckiego, historii
. 19 grudnia 1911 otrzymał urlop, na którym przebywał od 1 lutego 1912.
Po odzyskaniu przez Polskę niepodległości według stanu z 1926 był zatrudniony w II Państwowym Gimnazjum w Stanisławowie. Uczył tam języka polskiego. Ponadto, w tym czasie w Stanisławowie był polonistą w Polskim Prywatnym Gimnazjum Żeńskim im Elizy Orzeszkowej i w Prywatnym Gimnazjum Koedukacyjnym. W tym mieście uczył też języka polskiego w V Gimnazjum i Liceum z ukraińskim językiem nauczania przy ul. Lipowej. Był działaczem Ogniska Związku Nauczycielstwa Polskiego w Stanisławowie, w jego ramach pod koniec lat 30. udzielał się w Poradni Koleżeńskiej z języka polskiego.
Podczas II wojny światowej i nastaniu okupacji niemieckiej został zamordowany w dokonanej przez Niemców egzekucji w Czarnym Lesie pod Pawełczem w nocy 14/15 sierpnia 1941. Po wojnie w 1946 jego los pozostawał nieznany i przed Sądem Grodzkim w Prudniku toczyło się postępowanie o uznanie za zmarłego (według tego źródła 3 września 1941 został aresztowany w Stanisławowie przez gestapo). W ramach Apelu Poległych uczniów sanockiego gimnazjum w publikacji z 1958 Józef Stachowicz podał, że Marian Placzek zmarł na terenie ZSRR podczas II wojny światowej 1939-1945. W 1962 Marian Placzek został upamiętniony wśród innych osób wymienionych na jednej z tablic Mauzoleum Ofiar II Wojny Światowej na obecnym Cmentarzu Centralnym w Sanoku.